# Haven
Een haven is een deels omsloten stuk water, dat gebruikt kan worden als ligplaats of aanlegplaats voor vaartuigen, vooral schepen. Wanneer de term haven zonder precisering of context gebruikt wordt, bedoelt men gewoonlijk een overslaghaven, waar goederen en ook mensen aan boord of van boord gaan. Havens kunnen echter sterk van elkaar verschillen, zo zijn er vissershavens, vluchthavens, museumhavens en nog vele andere. Een ander belangrijk onderscheid is dat tussen binnenhavens en zeehavens. Die laatste zijn vanwege de grotere schepen gewoonlijk veel grootschaliger en kunnen het karakter van een stad bepalen: een havenstad.
Het begrip rede is ruimer dan het begrip haven: een rede kan een haven zijn, maar ook een geschikte aanlegplaats voor de kust, bijvoorbeeld de vroeger zeer belangrijke Rede van Texel.

## Grootste havens
De haven van Shanghai is sinds 2005 de grootste haven ter wereld, Singapore is sindsdien nummer twee. De haven van Shanghai sloeg in 2015 ruim 36,5 miljoen containers over, Singapore haalde net niet de 31 miljoen containers. De haven van Rotterdam, elfde wereldwijd in containertrafiek, is de grootste haven van Europa. De haven van Antwerpen is veertiende op de wereldranglijst voor containertransport.
De haven van Duisburg is de grootste binnenhaven ter wereld.

## Soorten havens

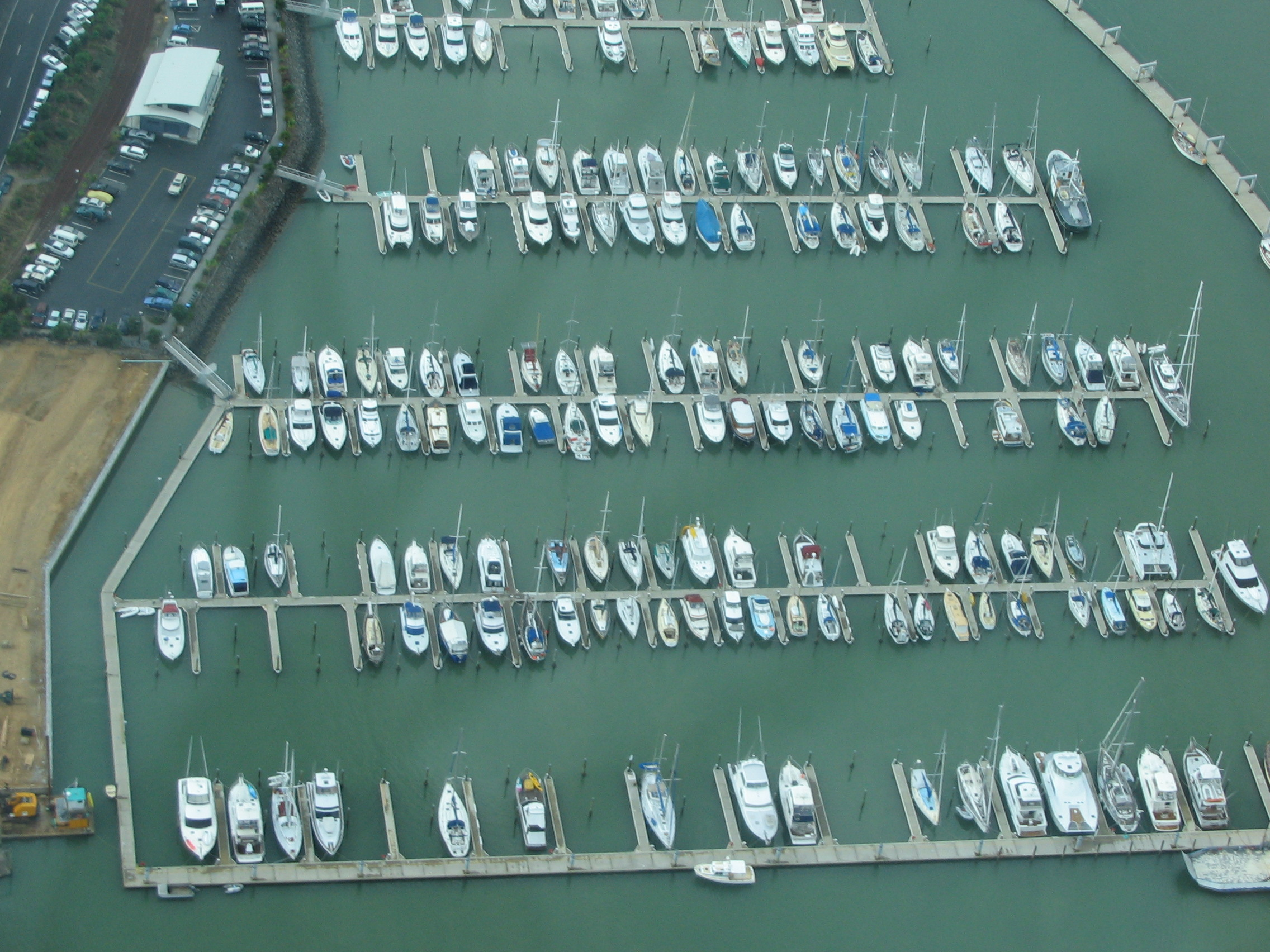
Jachthaven van Russell, Nieuw-Zeeland

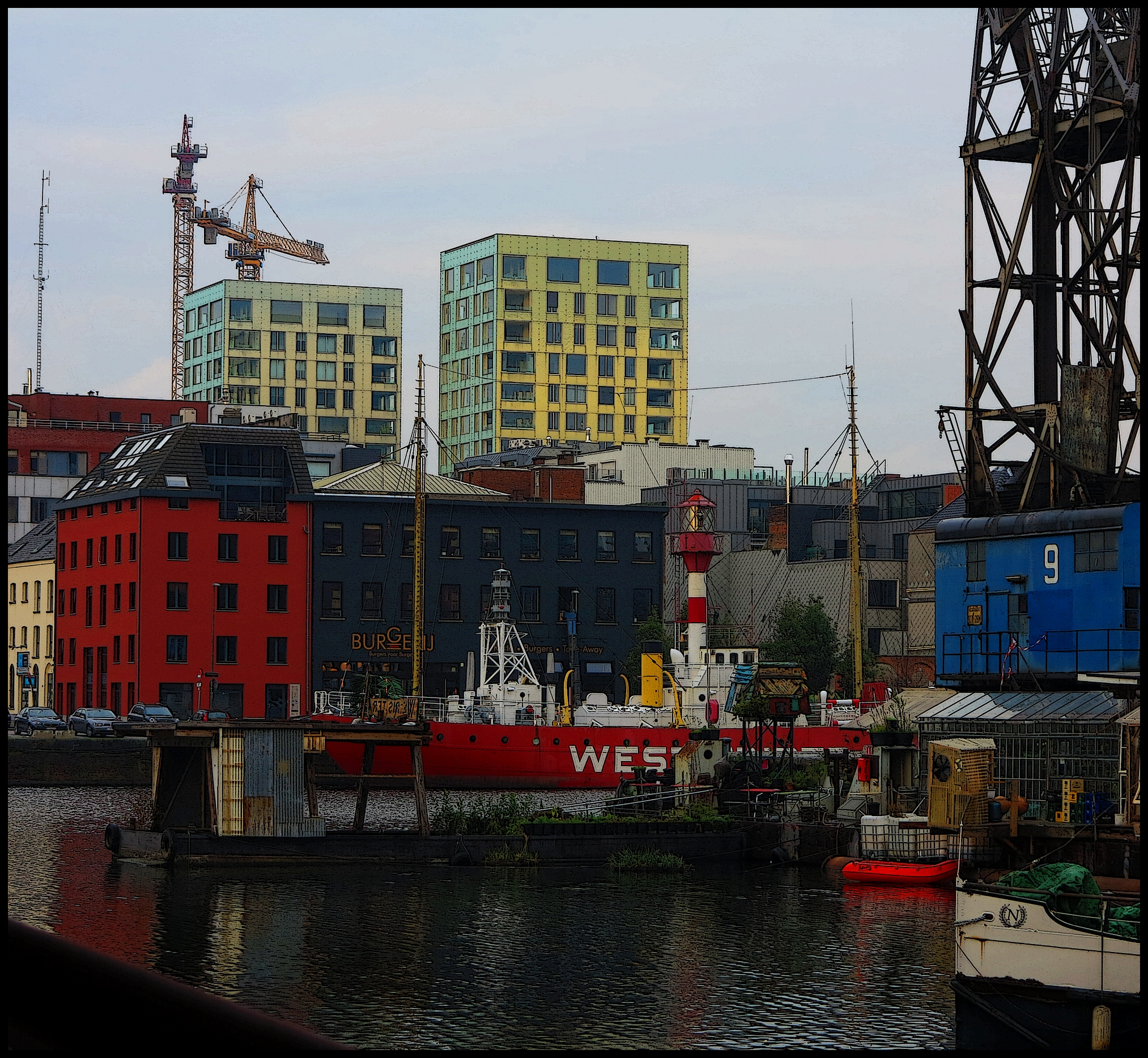
Bonapartedok van de Antwerpse haven

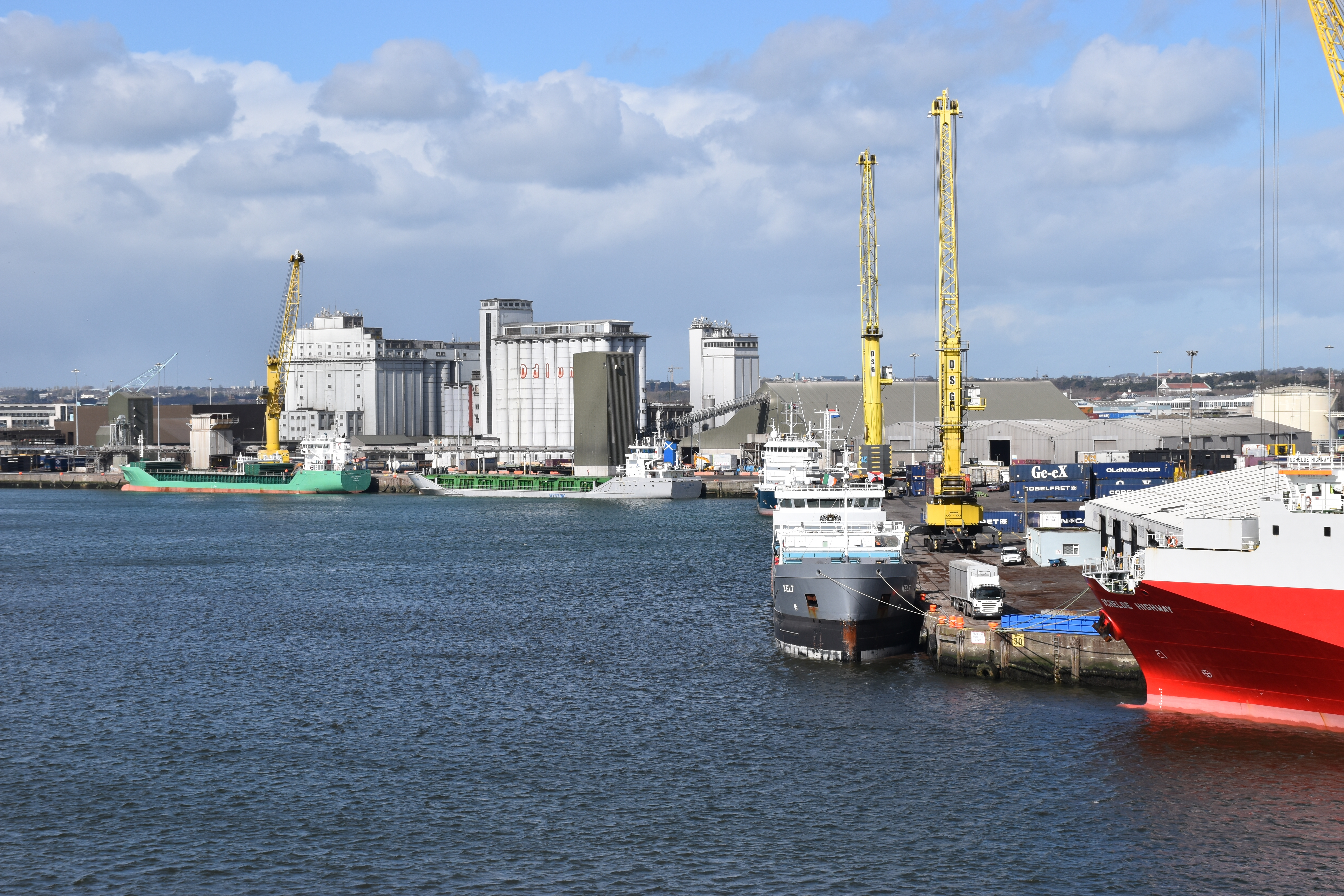
Zeehaven van Dublin, Ierland

Havens zijn onder andere in te delen naar gebruiksdoel, scheepstype of ligging, vorm en ontstaanswijze.
Gebruiksdoel en scheepstype:
- bunkerhaven, een haven waar schepen brandstof en andere voorraad in kunnen nemen
- containerhaven
- doorvoerhaven, vanwaaruit de aangevoerde goederen verder getransporteerd worden
- jachthaven of watersporthaven
- kolenhaven, met voorzieningen voor het laden, lossen en opslaan van steenkool
- marinehaven
- museumhaven
- oliehaven, met voorzieningen voor olietankers
- onderzeeboothaven
- overnachtingshaven
- overslaghaven
- strafhaven, een haven waar schepen die in overtreding zijn naartoe worden versleept
- vissershaven (zie ook: Lettercode van de thuishaven)
- vluchthaven of uitwijkhaven
- woonhaven, voor woonboten

Ligging, beheer, grootte, vorm of ontstaanswijze:
- binnenhaven
- caissonhaven, een veelal tijdelijke haven, waarvan de omtrek bestaat uit caissons
- ijsvrije haven
- insteekhaven, de invaart maakt een hoek met de vaarweg
- langshaven, evenwijdig aan de vaarweg; is soms niet meer dan een gemarkeerde ligplaats langs de vaarweg
- mainport
- natuurlijke haven, beschut water, niet per se een scheepshaven
- gemeentehaven
- stadshaven
- thuishaven, de haven waar een schip vandaan komt
- voorhaven, waar schepen kunnen wachten tot ze verder kunnen naar hun bestemming
- zeehaven, waar zeeschepen kunnen afmeren
  - diepzeehaven gelegen in de monding van een rivier of aan de kust
- rivierhaven, aan een rivier; het begrip binnenhaven is ruimer

Het woord haven wordt ook gebruikt voor plekken die qua functie op havens lijken:
- luchthaven
- parkeerhaven
- vrijhaven

## Rangschikking

### Top 10 havens wereldwijd 2015 (metrische tonnengoederenoverslag)
| Ranglijst Wereld | Haven / Stad | Land       | Goederenoverslag in miljoen ton |
| ---------------- | ------------ | ---------- | ------------------------------- |
| 1                | Shanghai     | China      | 646                             |
| 2                | Singapore    | Singapore  | 575                             |
| 3                | Qingdao      | China      | 476                             |
| 4                | Guangzhou    | China      | 475                             |
| 5                | Rotterdam    | Nederland  | 466                             |
| 6                | Port Hedland | Australië  | 452                             |
| 7                | Ningbo       | China      | 448                             |
| 8                | Tianjin      | China      | 440                             |
| 9                | Busan        | Zuid-Korea | 347                             |
| 10               | Dalian       | China      | 320                             |

### Top 10 havens in Europa 2015 (metrische tonnengoederenoverslag)
| Ranglijst Europa | Ranglijst Wereld | Haven / Stad         | Land      | Goederenoverslag in miljoen ton |
| ---------------- | ---------------- | -------------------- | --------- | ------------------------------- |
| 1                | 5                | Rotterdam            | Nederland | 466                             |
| 2                | 17               | Antwerpen            | België    | 208                             |
| 3                | 29               | Hamburg              | Duitsland | 137                             |
| 4                | 41               | Amsterdam            | Nederland | 98                              |
| 5                | 44               | Algeciras            | Spanje    | 91                              |
| 6                | 46               | Marseille            | Frankrijk | 81                              |
| 7                | 55               | Bremen / Bremerhaven | Duitsland | 73                              |
| 8                | 56               | Novorossiejsk        | Rusland   | 73                              |
| 9                | 60               | Valencia             | Spanje    | 69                              |
| 10               | 62               | Le Havre             | Frankrijk | 68                              |

## Belangrijke havengebieden in Nederland
- Haven van Amsterdam
- Haven van Delfzijl
- Eemshaven
- Haven van Harlingen
- Haven van Hengelo
- Haven van Meppel
- Haven van Moerdijk
- Haven van Zeeland (vormt samen met Haven van Gent de North Sea Port)
- Haven van Rotterdam
- Haven van Terneuzen
- Haven van Veghel
- Haven van Vlissingen
- Rijnhaven van Wageningen
- Haven van IJmuiden
- Noord- en Oostkanaalhaven in Nijmegen

## Belangrijke havengebieden in België
- Haven van Antwerpen
- Haven van Brugge (Zeebrugge)
- Haven van Brussel
- Haven Genk
- Haven van Gent (vormt samen met Haven van Zeeland de North Sea Port)
- Haven van Oostende

### Belangrijke militaire havengebieden in België
- Operationeel Commando Zeebrugge
- Directie Vorming van de Marine Sint-Kruis (Brugge)
- Eguermin MarineKazerne Oostende
- Antwerpen Detachement

## Belangrijke havengebieden in Duitsland
- Haven van Hamburg
- Duisburg (grootste binnenhaven ter wereld)
- Bremerhaven, havenstad die samen met Bremen een deelstaat vormt
- Wilhelmshaven

## Formaliteiten
- Wanneer een zeeschip een haven binnenvaart dient deze een zeebrief te kunnen tonen.